# Ted Hendricks
College Football Hall of Fame 1987
Pro Football Hall of Fame 1990
(en) Statistiques sur pro-football-reference
Theodore « Ted » Paul Hendricks, né le 1er novembre 1947 à Guatemala (Guatemala), est un joueur américain de football américain ayant évolué au poste de linebacker.
Étudiant à l'université de Miami, il a joué pour les Miami Hurricanes. Il fut drafté en 1969 à la 33e place (deuxième tour) par les Colts de Baltimore. Après cinq saisons aux Colts, il joua une saison pour les Packers de Green Bay avant de rejoindre les Raiders d'Oakland qu'il suivra lors du transfert de la franchise à Los Angeles.
Il remporta quatre Super Bowls (V, XI, XV, XVIII), le premier avec les Colts et les trois autres avec les Raiders.
Il fut sélectionné huit fois pour le Pro Bowl (1971, 1972, 1973, 1975, 1980, 1981, 1982 et 1983), quatre fois en All-Pro (1971, 1974, 1980 et 1982) et fait partie du 20/20 Club.
Il a intégré le Pro Football Hall of Fame en 1990 et le College Football Hall of Fame en 1987. Il fait également partie de l'équipe NFL de la décennie 1970 et 1980 ainsi que de l'équipe du 75e anniversaire de la NFL.